# اسپلیت
اسپلیت یا اشپلیت دومین شهر بزرگ کشور کرواسی پس از زاگرب (پایتخت) است. این شهر بندری در نیمه جنوبی کرواسی و در کرانهٔ خاوری دریای آدریاتیک قرار دارد و بزرگترین و مهمترین بندر کرواسی است. این شهر همچنین مرکز ایالت "اسپلیت دالماتسیا" است.

## جمعیت
جمعیت اسپلیت براساس آمار سال 2011 برابر با 178102 نفر بوده است. 

## شهرهای خواهر

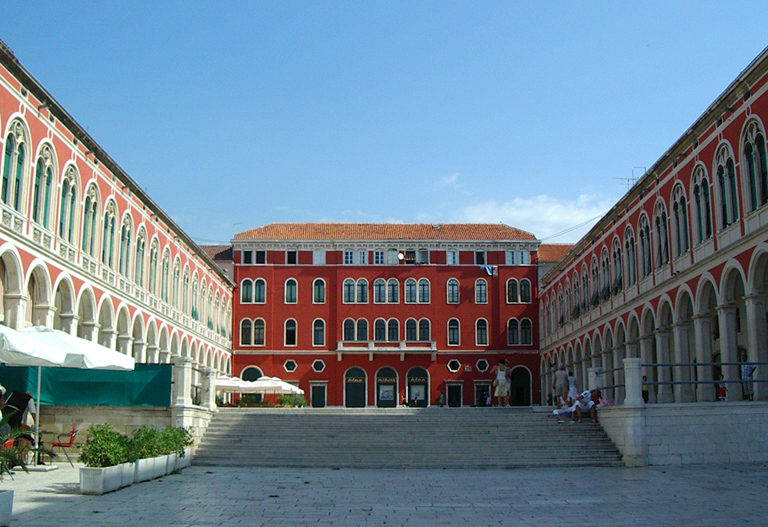
The Prokurative میدان جمهوری

| پرچم                | شهر      | کشور    | سال خواهر خواندگی |
| ------------------- | -------- | ------- | ----------------- |
| ایران               | کرمانشاه | ایران   | ۲۰۱۱              |
| ایالات متحده آمریکا | لس آنجلس | امریکا  |                   |
| لبنان               | بیروت    | لبنان   |                   |
| ایتالیا             | پسکارا   | ایتالیا |                   |
| ترکیه               | ازمیر    | ترکیه   |                   |
| ایتالیا             | کایلی    | ایتالیا |                   |
| اوکراین             | اودسا    | اوکراین |                   |